# Distrito de Trípoli
El Distrito de Trípoli o Distrito de Tarabulus (en árabe: شعبية طرابلس‎, Shab'iyat Ṭarābulus) es uno de los veintidós distritos (o Shabiyat)  en los que se subdivide internamente a Libia. Su ciudad capital es también la capital del país, la ciudad de Trípoli.
Este distrito se creó en el año 2007 y actualmente comparte fronteras con los distritos de Zauiya y el distrito de Al Jfara. 

## Población y superficie
Posee una población compuesta por 1 682 000 personas y una superficie de 400 kilómetros cuadrados. La densidad poblacional es de 4205 habitantes por cada kilómetro cuadrado del Distrito de Trípoli.

## Límites
El distrito orillas en la costa mediterránea al norte (Golfo de Trípoli). En tierra, linda con los distritos de Zauiya al oeste, Al Jfara al suroeste, Al Jabal al Gharbi al sur y Al Murgub al este.